# 胡安·伊图尔韦
胡安·曼努埃尔·伊图尔韦·阿雷巴洛斯（Juan Manuel Iturbe Arévalos，1993年6月4日—），是一名巴拉圭足球运动员，现效力于希臘足球超級聯賽球队阿里斯。

## 俱乐部生涯
2008年，伊图尔韦进入巴拉圭足球甲级联赛球队波特诺山丘一线队。2009年6月28日，16岁的伊图尔韦在联赛第21轮代表波特诺山丘出战自由队。2010年，他前往阿根廷球队基尔梅斯竞技试训。 2011年1月，他确认已经和葡萄牙豪门波尔图达成加盟协议，将在年满18岁时加盟球队。 2011年夏季，波尔图宣布以120万美元的价格签入伊图尔韦。但他在加盟波尔图后没有获得太多出场机会，2012年12月29日，他被租借到阿根廷的传统劲旅河床半年。
2013年夏季，伊图尔韦被租借到意大利足球甲级联赛升班马維羅納一个赛季。 9月29日，他射进在意甲联赛的第一个进球，帮助球队2比1击败利沃诺。他在2013/14赛季联赛出场33次，射进8球，并受到很多豪门俱乐部的关注。2014年5月22日，他以1500万欧元的身价正式加盟维罗纳。
2014年7月16日，罗马宣布以2200万欧元的身价签入伊图尔韦，根据他的表现还可能追加250万欧元。他和罗马队签约至2019年6月30日。 2014年8月30日，他在意甲联赛罗马2比0击败佛罗伦萨的比赛出场，首次代表罗马队在正式比赛亮相。9月17日，他在欧冠联赛首轮射进加盟球队首球，帮助罗马主场5比1击败莫斯科中央陆军。

## 国家队生涯
伊图尔韦早期曾入选巴拉圭各年龄段的国家足球队。2009年，他在巴拉圭和智利的友谊赛首次代表成年国家队出场。 不过，他在稍后被宣布退出巴拉圭国家队，等待他的祖国阿根廷的召唤。 2010年，他入选阿根廷20岁以下国家队，并代表球队参加了2011年世青赛。